# François Louis Bouchu
François Louis Bouchu, né le 13 novembre 1771, à Is-sur-Tille (Côte-d'Or), mort le 31 octobre 1839 à Antony (Hauts-de-Seine), est un général français de la Révolution et de l’Empire.

## Biographie
François Bouchu naît le 13 novembre 1771 en Bourgogne, à Is-sur-Tille, et est baptisé le 17 novembre suivant. Il est le fils de Pierre Bouchu, négociant, et de Jeanne Julien.
Caporal dans le 2e bataillon de volontaires de son département, le 1er septembre 1791, il fait la guerre de 1792 à l'armée du Nord. Prisonnier le 11 juin à l'affaire de Grinwel, près de Maubeuge, où il reçoit une légère blessure, il obtient, à sa rentrée au corps le 24 décembre, le grade de sergent.
Nommé lieutenant dans la compagnie de canonniers du 2e bataillon de la Côte-d'Or, le 30 janvier 1793, il se trouve au combat de Rheinzabern, sous Landau (armée du Rhin). Le 26 mai suivant, dirigé sur l'armée du Midi, il prend part au siège de Toulon.
Passé à l'armée d'Italie après la reprise de cette place, il y sert depuis la fin de l'an II jusqu'au commencement de l'an VI. Capitaine en second le 15 prairial an II dans la compagnie des canonniers attachée à la 117e demi-brigade de ligne, devenue 75e, il se signale à la prise d'Oneille, au siège de Ceva (Piémont), au siège et au blocus de Mantoue en l'an IV et en l'an V, et combat à Castiglione.
Pendant le blocus de Mantoue, il fait remonter, sous le feu des retranchements ennemis, les barques nécessaires à l'établissement du pont de l'île de Thé, et coopére au passage du Tagliamento le 26 ventôse an V. Capitaine de la 1re compagnie de pontonniers le 27 germinal de la même année, il suit l'expédition d'Égypte, assiste à la prise de Malte et d'Alexandrie, aux sièges de Jaffa, de Saint-Jean-d'Acre et du Caire. Chargé, au siège de Saint-Jean-d'Acre, de diverses reconnaissances des approches de la place, il s'en acquitte avec autant de zèle que de talent, et reste constamment exposé au feu des batteries du port et des remparts de la ville.
Lorsque le général Napoléon Bonaparte remet à Kléber le commandement en chef de l'armée d'Orient, il porte le commandant Bouchu sur la liste des officiers d'élite qu'il recommande à son attention ; lui-même, après les événements de brumaire, n'oublie pas le brave de Saint-Jean-d'Acre, et il le nomme, le 5 floréal an VIII, chef de bataillon d'artillerie, et, quand cet officier supérieur rentre en France, il le charge d'organiser à Strasbourg le 1er bataillon de pontonniers, dont il lui donne ensuite le commandement.
Nommé sous-directeur des ponts près le parc général d'artillerie des camps sur l'Océan, le 21 fructidor an XI, il fait les campagnes de l'armée des côtes des ans XI et XII, et reçoit à Boulogne, le 25 prairial de cette dernière année, la décoration de la Légion d'honneur. Colonel, le 3e jour complémentaire an XIII, et attaché provisoirement à l'état-major général de l'artillerie, il prend le commandement du 3e régiment d'artillerie à pied.
Pendant la campagne d'Allemagne de l'an XIV, en Prusse et en Pologne, en 1806 et 1807, il remplit les fonctions de directeur du parc général, et, le 7 mai 1807, il obtint la croix d'officier de la Légion d'honneur.
Chef de l'état-major général de l'artillerie de l'armée d'Espagne, le 10 décembre 1808, il commande l'artillerie du 5e corps à la bataille d'Ocaña. Promu général de brigade le 19 mai 1811, sur la proposition du maréchal Soult, duc de Dalmatie, pour sa conduite au siège de Badajoz et à la bataille d'Albuera, il commande l'artillerie du midi de l'Espagne à partir du 21 janvier 1813.
Appelé le 6 juillet à la direction des équipages de pont de la grande armée, il montre tant d'intelligence et de valeur à l'attaque du pont de Meissen, que l'Empereur croit devoir lui conférer le titre de baron de l'Empire.
Nommé en décembre au commandement de l'artillerie de la ville de Torgau, il est fait prisonnier après une vigoureuse résistance, et ne rentre en France qu'après la première abdication de Napoléon Ier. Commandant de l'école d'artillerie de Grenoble le 21 juin 1814, chevalier de Saint-Louis le 29 juillet suivant, il se trouve à Grenoble au moment où l'Empereur fait son entrée dans cette ville au retour de l'île d'Elbe.
Le 8 juin 1815, il reçoit l'ordre d'aller prendre le commandement de l'artillerie de l'armée des Pyrénées orientales.
Nommé, le 10 février 1816, commandant de l'École régimentaire de Valence, et de l'École polytechnique le 2 octobre suivant, il reçoit, le 24 août 1820, la décoration de commandeur de la Légion d'honneur, et le 17 septembre 1822, celle de grand officier.
Louis XVIII l'attache au comité consultatif de l'artillerie, et lui confie, le 23 avril 1823, la direction du parc d'artillerie des Pyrénées. Il soutient dignement au siège de Pampelune son ancienne réputation.
Le 30 octobre 1823, le roi l'élève au grade de lieutenant-général, et le roi d'Espagne lui accorde le 23 du même mois, la plaque de 4e classe de l'ordre de Saint-Ferdinand.
Attaché successivement, de 1816 à 1831, à l'inspection des troupes et au comité de son arme, placé en non-activité le 1er janvier 1837, et enfin admis le 13 août 1839 dans la section de réserve du cadre de l'état-major général de l'armée, il est mort à Antony, près de Paris, le 31 octobre suivant.

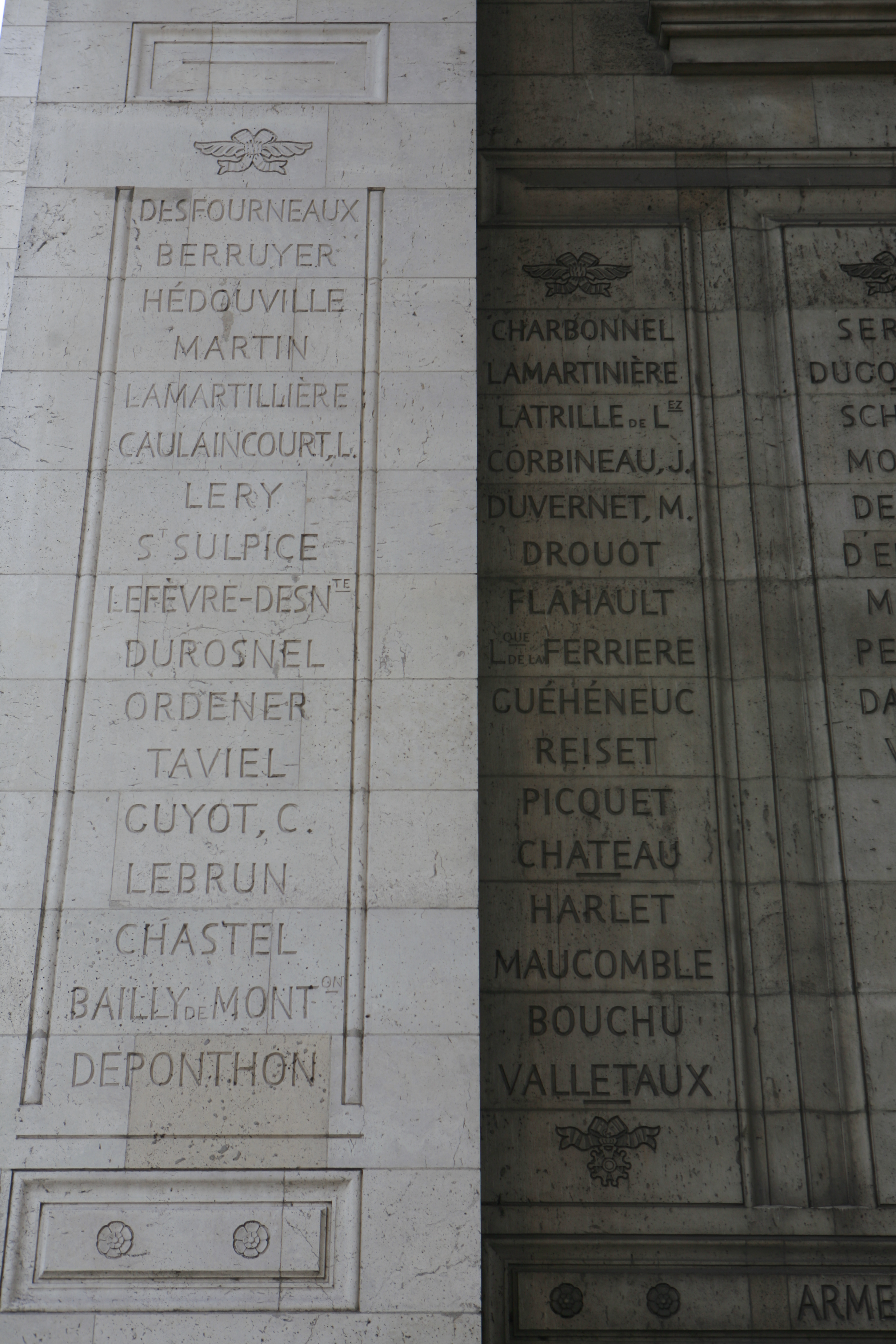
Noms gravés sous l'arc de triomphe de l'Étoile : pilier Ouest, 31e et.

Son nom figure sur le côté ouest de l'arc de triomphe de l'Étoile.